# Adolf F. Hillman
Adolf Ferdinand Hillman, född 25 oktober 1817 i Gävle, död 24 januari 1891 i Söderhamn, var en svensk grosshandlare. Han var far till Adolf Hillman.
Hillman var först verksam som grosshandlare i sin födelsestad, men flyttade 1852 till Söderhamn, där han ägnade sig åt trävarurörelse. Han anlade 1866 en ångsåg vid sitt lantställe Mariehill på Tornön på norra sidan av Söderhamnsfjärden mitt emot Stugsund, där han efter stadsbranden 1876 ständigt var bosatt. Han verkade ivrigt för den kvinnliga undervisningen och för inrättandet av elementarläroverket för flickor i Söderhamn. Hillman är begravd på Söderhamns kyrkogård.